# 秦润卿

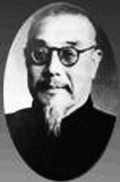
秦润卿像

秦润卿（1877年—1966年），中國钱业人物。名祖泽，以字行，晚号“抹云老人”，宁波慈溪县慈城（今宁波市江北区慈城镇）人。
1891年，秦润卿从宁波到上海协源钱庄当学徒，1917年提升为经理，并兼福康和顺康钱庄督理。自1917年起，秦润卿相繼担任上海钱业公会副会长、会长，全国钱业同业公会理事长、江苏省兼上海市财政委员会委员，中国垦业银行董事长、总经理，上海总商会副会长，宁波旅沪同乡会副会长，上海银行公会理事，中央银行监事，上海市银行董事长，上海市政协委员，公私合营银行联合董事会副董事长等職務。